# Antoni Gralak
Antoni „Ziut” Gralak (ur. 5 maja 1955 w Boguszowie-Gorcach) – polski trębacz jazzowy, kompozytor i producent muzyczny.

## Życiorys
Dorastał w Częstochowie. W czasach PRL-u zainteresował się buddyzmem; poznał wówczas artystę Andrzeja Urbanowicza. Kształcił się w zakresie jazzu w szkole muzycznej w Katowicach, jednak jego zdaniem nic z tej szkoły nie wyniósł. Grał wówczas w radiowej orkiestrze Jerzego Miliana. Faktycznie uczył się jazzowej gry w zespole Big Band Puls, który założył w latach 70. XX wieku z trębaczem Włodkiem Zuterkiem. Grali w nim m.in. Stanisław Sojka czy Zbigniew Wegehaupt. Następnie został współzałożycielem częstochowskiej grupy Tie Break, do której z czasem dołączył Włodzimierz Kiniorski, ostatecznie zastąpiony przez Mateusza Pospieszalskiego.
W 1999 roku założył pracownię Jasnachmura (obecnie Fundacja Wspierania Kultury), gdzie realizowane są projekty multimedialne, filmowe, kreowanie wizerunku w sieci, koncerty i festiwale.

## Twórczość
Od lat uznawany jest za jednego z najbardziej twórczych muzyków w kraju. Swoją trąbką nadał szlif najważniejszej ścieżce polskiego off jazzu lat 80. XX wieku. Nazwisko Gralaka odsyła do legendarnych formacji: Free Cooperation, Young Power oraz bliższych rockowi grup Svora i Woo Boo Doo, po międzynarodową formację Universal Supersession. Sławę zdobył jako współtwórca potęgi jazz-rockowej formacji Tie Break, którą zalicza się do wąskiego grona kultowych polskich grup muzycznych. Ceniony muzyk sesyjny. 
Współpracuje z czołówką jazzowej sceny i wieloma gwiazdami pop, (Twinkle Brothers, R.A.P., Voo Voo, Automatik, Stanisław Sojka, Justyna Steczkowska, Jass Tri, Universal Supersession, Wilki, Raz, Dwa, Trzy, Anna Maria Jopek, Nick Cave, Dee Dee Bridgewater, Andrzej Smolik, Masala Sound System,). Nagrywa muzykę filmową i teatralną. Prowadzi dwa autorskie projekty Graal i YeShe.
Współpracował i nagrywał z wieloma artystami, takimi jak: Jerzy Milian, Śmierć Kliniczna, Twinkle Brothers, R.A.P., Voo Voo, Automatik, Stanisław Sojka, Justyna Steczkowska, Jass Tri, Universal Supersession, Wilki, Raz, Dwa, Trzy, Nick Cave, Dee Dee Bridgewater, Andrzej Smolik, Masala Sound System, Świetliki i Marcin Świetlicki, Tymański Yass Ensemble,  Pogodno, Wojciech Waglewski, Maciej Maleńczuk, Plastic Bag, Homo Twist.
W 2022 roku ukazała się jego autobiografia Pomiędzy, którą wydał Jarosław Koziara w swojej oficynie Tararara.

## Dyskografia

### Projekty autorskie

#### Graal
- Graal, wyd. Polonia Records 1996
- 2, wyd. Polonia Records 1997
- Darmozjad, wyd. Polonia Records 1997 – ścieżka dźwiękowa do filmu Darmozjad polski w reżyserii Łukasza Wylężałka
- Truskafki, wyd. Polonia Records 1999
- Live in Bohema Jazz Club, wyd. Biodro Records 2007
- Czarne 13, wyd. For Tune 2015[7]

#### Yeshe
- Yeshe – Off Music, wyd. Totamto, 2004
- Yeshe – Piastowska 1, wyd. Sony Music Entertainment Poland, 2012
- Yeshe – Ganga, wyd. Audio Cave, 2017

#### Tie Break
- Tie Break – Tie Break, wyd. Polskie Nagrania, 1989 (LP)
- Tie Break – Duch wieje kędy chce, wyd. Edycja Św. Pawła, 1990 (MC)
- Tie Break – Gin gi lob, wyd. Silton 1991 (CD, MC)
- Tie Break & Jorgos Skolias – Poezje ks. Jana Twardowskiego, wyd. Edycja Świętego Pawła, 1995 (CD, MC)
- Tie Break RETROSPEKCJA – 2014, wyd. Tie Break BOX CD7
- Tie Break The End – 2019, wyd. Agora Muzyka (CD)

### Produkcja
- The Coupland – Illusion, wyd. Luna 2005
- Jacek „Bielas” Bieleński – Bielas,  wyd. Biodro Records 2008

### Muzyka filmowa i teatralna
- Darmozjad, wyd. Polonia Records 1997
- Lekcja Eugene Ionesco – spektakl teatralny w reżyserii Witolda Szymczyka

### Współpraca

#### Muzyka filmowa i teatralna – jako muzyk sesyjny
- Co słonko widziało reż. Michał Rosa
- Sezon na leszcza reż. Bogusław Linda
- Nie ma zmiłuj reż. Waldemar Krzystek
- Prawo ojca reż. Marek Kondrat
- Kroniki domowe reż. Leszek Wosiewicz
- Psy 2. Ostatnia krew[4] reż. Władysław Pasikowski

#### Gościnnie

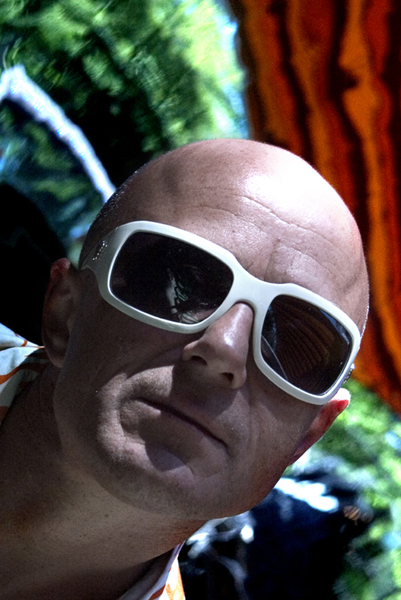
Antoni Gralak (2007)

- Big Band Plus, Złota Tarka 76 Poljazz
- Woo Boo Doo, Tonpress
- Śmierć Kliniczna, Tonpress
- Free Cooperation, „In The Higher School” Poljazz. „Our Master’s Voice” Poljazz
- Young Power, „Young Power” Polskie Nagrania, „Nom Mye Ho „ Polskie Nagrania, „Man Of Tra” Power Bros
- Stanisław Sojka, Akustic Zig-Zag, Radical Graża Esa, Sonety Shakespeare Pomaton, 17 Pomaton, Soykanova Pomaton
- Eugen De Ryck, „Braistorn” Schneball
- Twinkle Brothers, „All Is Well” Twinkle Music
- R.A.P., niewydany
- Plastic Bag, „Komercja” Bieleński Music
- Tribute to Eric Clapton, Polton
- Robert Gawliński, „Solo” BMG
- Wilki, „Acousticus Rockus”, „Live”, “Bohema”, „MTV Unplugged"
- Mateusz Pospieszalski, „Matika” Polton
- Justyna Steczkowska, „Dziewczyna Szamana” Pomaton, „Naga” Pomaton, „Dzień I Noc” Pomaton, „Alkimia” Pomaton, „Fammefatale”
- Voo Voo, „Koncert W Trójce „, „Ovv Oov” MusicCorner
- Wojciech Waglewski: Muzyka od środka
- Raz, Dwa, Trzy, Nie Cud, Sufit, Czy Te Oczy Mogą Kłamac
- Marcin Rozynek, „Księga Urodzaju”
- Automatik, Odyseja 2002, Cosmoson 5, Automatik People
- Universal Supersession Abrakadabra
- Andrzej Smolik Smolik
- Oczi Ciorne Oczi Ciorne
- Waglewski, Maleńczuk Koledzy 2007
- Tribute to Eric Clapton
  - trąbka w utworach Wielka słabość, After Midnight, Blues 4 rano
- Nick Cave i przyjaciele
  - W moich ramionach
- Justyna Steczkowska
  - Alkimja – trąbka, tuba
- Homo Twist, „Matematyk” EMI
- Honor jest wasz Solidarni